# اریک رودس (هنرپیشه)
اریک رودس (انگلیسی: Erik Rhodes؛ ۱۰ فوریهٔ ۱۹۰۶ – ۱۷ فوریهٔ ۱۹۹۰) یک بازیگر سینما، خواننده، و هنرپیشه اهل ایالات متحده آمریکا بود. وی بین سال‌های ۱۹۳۴ تا ۱۹۷۶ میلادی فعالیت می‌کرد.